# Organisation démocratique de l'unité nationale

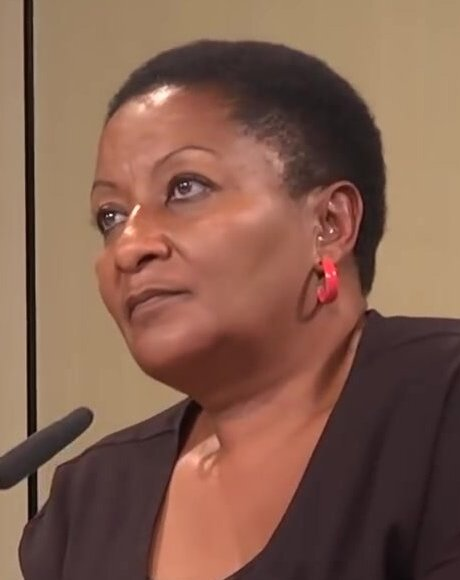
Ester Muinjangue

L'Organisation démocratique de l'unité nationale (en Anglais, National Unity Democratic Organisation) (En Allemand, Demokratische Organisation der Nationalen Einheit), connu sous son acronyme anglais de NUDO, est un parti politique de Namibie défendant les intérêts des Héréros. 

## Histoire
Le NUDO fait partie de l'Alliance démocratique de la Turnhalle (DTA) dès sa création dans les années 1970. Il s'en retire en septembre 2003, accusant la DTA de ne pas suffisamment défendre les intérêts des Héréros. Le NUDO a tenu un congrès en janvier 2004. Lors des élections à l'Assemblée nationale les 15-16 novembre 2004, le NUDO obtient 4,1 % des voix et trois sièges sur les 78 de la chambre. Le chef Héréro Kuaima Riruako est le président du NUDO et a été son candidat à l'élection présidentielle de 2004.  Il a obtenu 4,23 % des voix.